# ستراک سارگسنتس
ستراک تر-سارگسنتس (ارمنی: Սեդրակ Տեր-Սարգսենց؛ انگلیسی: Sedrak Ter-Sargsents زادهٔ ۱۸۴۵ - درگذشته ۱۹۳۸)، نویسنده، روزنامه‌نگار اعتقادی و سیاستمدار اهل ارمنستان بود.

## زندگی‌نامه
وی در ۱۸۴۵ در وان به دنیا آمد . آریستاکس و یرمیا برادران وی بودند. وی در ۱۹۳۸ در سن ۹۳ سالگی در نیس درگذشت.